# Битти, Дэвид (генерал-губернатор)
Сэр Дэвид Стюарт Битти (англ. Sir David Stuart Beattie 29 февраля 1924, Сидней, Австралия — 4 февраля 2001, Новая Зеландия) — новозеландский судья и государственный деятель, генерал-губернатор Новой Зеландии (1980—1985).

## Биография
Участник Второй мировой войны.
В 1948 г. окончил юридический факультет университета Окленда и занялся частной практикой.
- 1969—1980 гг. — судья Верховного суда,
- 1980—1985 гг. — генерал-губернатор Новой Зеландии. Подвергался критике за покупку двух автомобилей «Мерседес» в конце своего срока пребывания на должности (генерал-губернатор освобожден от уплаты пошлин). Также был активным участником политического кризиса 1984 г.

Также в течение 11 лет возглавлял национальный Олимпийский комитет страны. Награждён Олимпийским орденом. В 1989 г. был председателем оргкомитета Игр Содружества.